# Aldo Stefančič
Aldo Stefančič, profesor, ravnatelj, kulturni delavec, * 2. maj 1930, Boljunec, † 8. januar 2021, Trst.

## Življenje in delo
Aldo Stefančič se je rodil v Boljuncu pri Trstu, oče je bil Josip, kmet in delavec, mati Bernarda (rojena Maver), kmetica. Zaradi takratnega fašizma v Italiji je moral osnovno šolo obiskovati v italijanskem jeziku in sicer v Mačkoljah, srednjo šolo pa v Trstu (tudi v italijanščini). Po zaključku druge svetovne vojne se je leta 1945 vpisal na slovensko Višjo realno gimnazijo v Trstu, kjer je maturiral leta 1950. Nato se je vpisal na znanstveno fakulteto Univerze v Trstu in diplomiral iz organske kemije leta 1960, istega leta je opravil habilitacijski izpit za pouk matematike in prirodopisnih ved ter se nato izpopolnjeval na tečajih v Rimu, Bologni, Lignanu, Gradežu in Sloveniji. Med študijem je med leti 1952–56 poučeval na slovenskih šolah na Opčinah, v Križu in v Dolini. Med leti 1960–62 je bil asistent na Inštitutu za farmacevtsko kemijo na tržaški Univerzi. Od leta 1960 je bil najprej poverjeni in nato stalni ravnatelj na Državni srednji šoli v Dolini pri Trstu, ki so jo leta 1967 uradno poimenovali po pesniku Simonu Gregorčiču (tudi po njegovi zaslugi). Od leta 1987 je bil ravnatelj na Državni srednji šoli »Ivan Cankar« pri Sv. Jakobu v Trstu do upokojitve. Od leta 1975 dalje je bil član deželne komisije za vprašanja slovenskega šolstva v deželi Furlaniji Julijski Krajini. Sodeloval je pri prevajanju in izdaji raznih slovenskih učbenikov za matematiko in geometrijo za nižje srednje šole v Italiji.
Za Radio Trst A je Stefančič pisal članke in predavanja s področja naravoslovja in ekologije ter o šolstvu. Bil je tudi član uredniškega odbora za radijske oddaje za slovenske šole in avtor številnih oddaj. Pisal je tudi za druge tiskane medije.
Aldo Stefančič je bil dolga leta član pokrajinskih vodstvenih organov edine slovenske politične stranke v Italiji Slovenska skupnost. Leta 1990 in 1995 je bil tudi izvoljen v občinski svet Občine Dolina in je v obeh mandatnih dobah opravljal funkcijo podžupana. Leta 2015 mu je vodstvo stranke podelilo plaketo, na kateri je vgravirano: Slovenska skupnost izreka priznanje in zahvalo za nesebično in požrtvovalno štiridesetletno delo v korist narodnostnim pravicam Slovencev v Italiji.
Aldo Stefančič je sodeloval kot kulturni in javni delavec v raznih slovenskih društvih. Med leti 1951–54 je bil predsednik Prosvetnega društva v Mačkovljah, od leta 1972 je bil član odbora krožka Mladinski dom v Boljuncu, bil je član upravnega odbora sklada »Sergij Tončič« iz Trsta, od leta 2002 do leta 2012 je bil predsednik Slovenske Vincencijeve konference v Trstu.